# The Ascension
The Ascension (стилізовано записується як the_Ascension) — третій студійний альбом американського ню-метал гурту Otep. Альбом був записаний у студії Piety Street Studios в Новому Орлеані, штат Луїзіана, та Balance Studios у Мандевіллі того ж штату. Початково дата його виходу була встановлена на 20 березня 2007 року, при чому він мав вийти під лейблом Capitol Records. Однак випуск альбому затримався на невизначений час внаслідок тодішнього процесу злиття лейблів Capitol та Virgin Records. На 2013 рік гурт Otep працював із лейблом Victory Records.
Альбом дебютував на 81-й сходинці чарту Billboard 200 із 10 200 проданих копій.

## Список треків
Автор слів Отеп Шамая, автор музики Шамая, Карма Сінгх Чіма, «Evil» Дж. Мак-Ґвайр та Браян Волф, за винятком зазначених. 
| #   | Назва                                                               | Автор музики      | Тривалість |
| --- | ------------------------------------------------------------------- | ----------------- | ---------- |
| 1.  | «Eat the Children»                                                  |                   | 3:47       |
| 2.  | «Crooked Spoons»                                                    | Шамая, Ґ. Трібетт | 4:19       |
| 3.  | «Perfectly Flawed»                                                  | Шамая, Голлі Найт | 3:48       |
| 4.  | «Confrontation»                                                     | Шамая, Ґ. Трібетт | 3:13       |
| 5.  | «Milk of Regret»                                                    |                   | 6:00       |
| 6.  | «Noose & Nail»                                                      |                   | 3:40       |
| 7.  | «Ghostflowers»                                                      |                   | 4:23       |
| 8.  | «Breed» (Кавер на Nirvana)                                          | Курт Кобейн       | 3:27       |
| 9.  | «March of the Martyrs»                                              |                   | 4:16       |
| 10. | «Invisible»                                                         | Шамая, Ґ. Трібетт | 5:24       |
| 11. | «Home Grown»                                                        |                   | 4:20       |
| 12. | «Communion»                                                         |                   | 4:26       |
| 13. | «Adrenochrome Dreams» (Прихований трек, музика починається на 3:33) | Шамая             | 9:55       |

| Бонус-треки до японського видання | Бонус-треки до японського видання | Бонус-треки до японського видання |
| #                                 | Назва                             | Тривалість                        |
| --------------------------------- | --------------------------------- | --------------------------------- |
| 14.                               | «Special Pets»                    | 3:56                              |
| 15.                               | «Necessary Accessories»           | 4:16                              |
| 16.                               | «Breed (радіо-версія)»            | 3:00                              |

| Бонус-треки у версії Best Buy | Бонус-треки у версії Best Buy | Бонус-треки у версії Best Buy |
| #                             | Назва                         | Тривалість                    |
| ----------------------------- | ----------------------------- | ----------------------------- |
| 14.                           | «Special Pets»                | 3:56                          |
| 15.                           | «Necessary Accessories»       | 4:11                          |

| Бонус-треки у версії iTunes | Бонус-треки у версії iTunes | Бонус-треки у версії iTunes | Бонус-треки у версії iTunes |
| #                           | Назва                       | Автор музики                | Тривалість                  |
| --------------------------- | --------------------------- | --------------------------- | --------------------------- |
| 14.                         | «And I Burn»                | Шамая                       | 2:13                        |
| 15.                         | «Exothermic Oxidation»      | Шамая                       | 8:30                        |

## Учасники
- Отеп Шамая — вокал
- Карма Сінгх Чіма — гітари (студія)
- Аарон Нордстром — гітари (наживо)
- Голлі Найт — мелотрон, фортепіано, програмування для «Perfectly Flawed»
- Джейсон «eViL J» Мак-Ґвайр — бас-гітара, бек-вокал
- Браян Волфф — ударні

## Виробництво
- Арт-дирекція, дизайн — Отеп Шамая, П. Р. Браун
- Фотографія — П. Р. Браун, Сем Троун
- Звукорежисер — Джеремі Паркер
- Асистенти звукорежисера — Девід Троя, Дрю Вондергар, Веслі Фонтенот
- Виконавчі продюсери — Джонатан Коген, Отеп Шамая
- Мастеринг — Тед Дженсен
- Запис, продюсування, мікшування — Дейв Фортман
- Барабанний технік — Рорі Фейшіен
- Спів-продюсер — Голлі Найт